# Prison

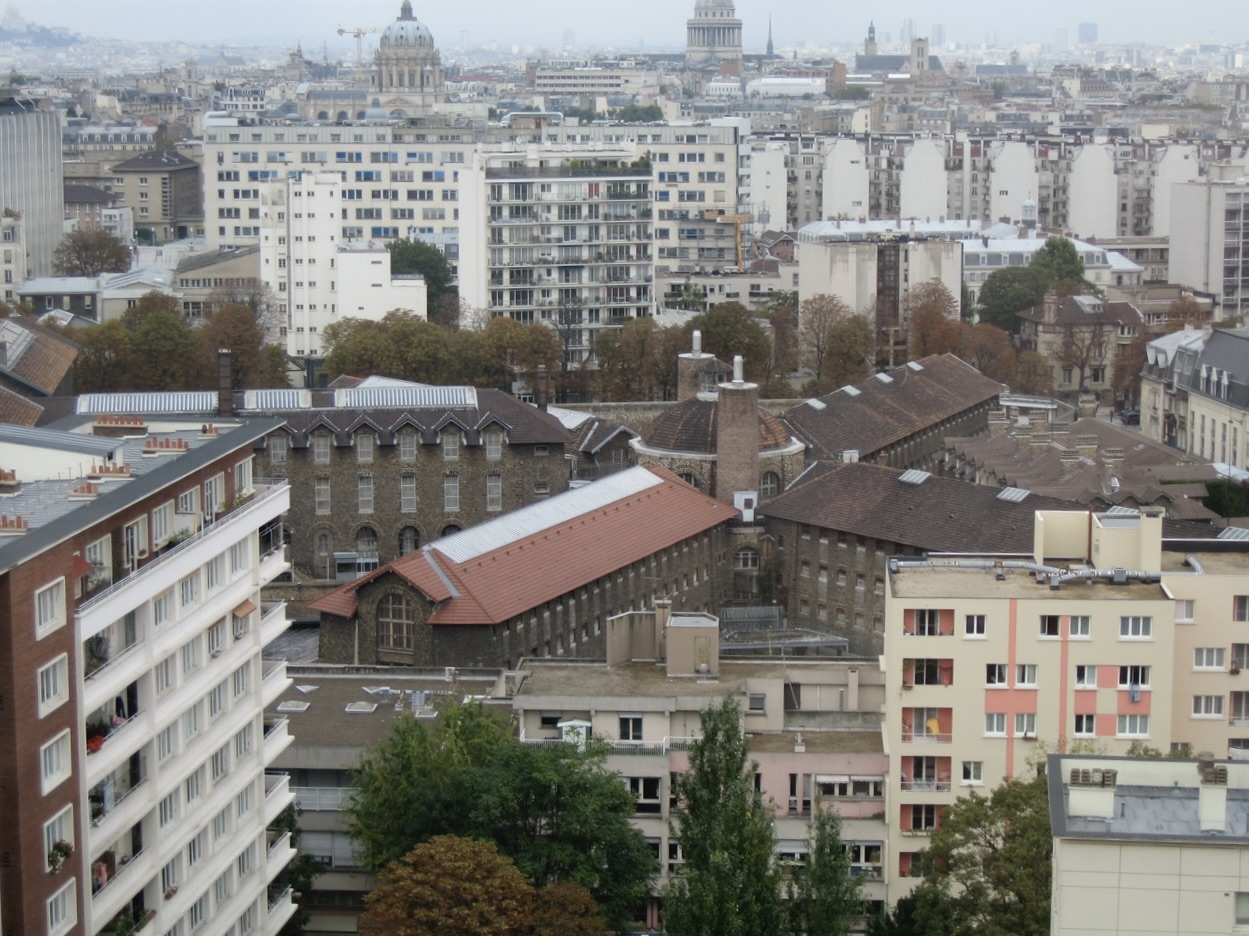
La prison de la Santé, dans le 14e arrondissement de Paris.

Une prison, centre de détention ou pénitencier est une institution dédiée à l’enfermement de certaines personnes condamnées appelées prisonniers ou détenus. Par extension, le terme « prison » désigne également la peine d'incarcération, comme dans l'expression « cinq ans de prison ».
En France, il existe plusieurs catégories d'établissements pénitentiaires, à savoir : les maisons d'arrêt, les centres de détention, les maisons centrales, les centres de semi-liberté et les centres pénitentiaires (qui, pour ces derniers, ont la particularité de réunir au moins deux types d'établissement, comme une maison d'arrêt et un centre de détention).

## Histoire
L’enfermement en attente d’un procès a été pratiqué depuis l’Antiquité romaine. Au Moyen-Âge, l’enfermement devient aussi une forme de pénitence. C’est au XIXe siècle qu’apparaît la prison au sens moderne d’institution pénale dédiée à l’enfermement. Depuis leur apparition, les institutions carcérales ont évolué dans le sens d’une séparation plus fine des prisonniers.

### Peine inexistante dans l'Antiquité

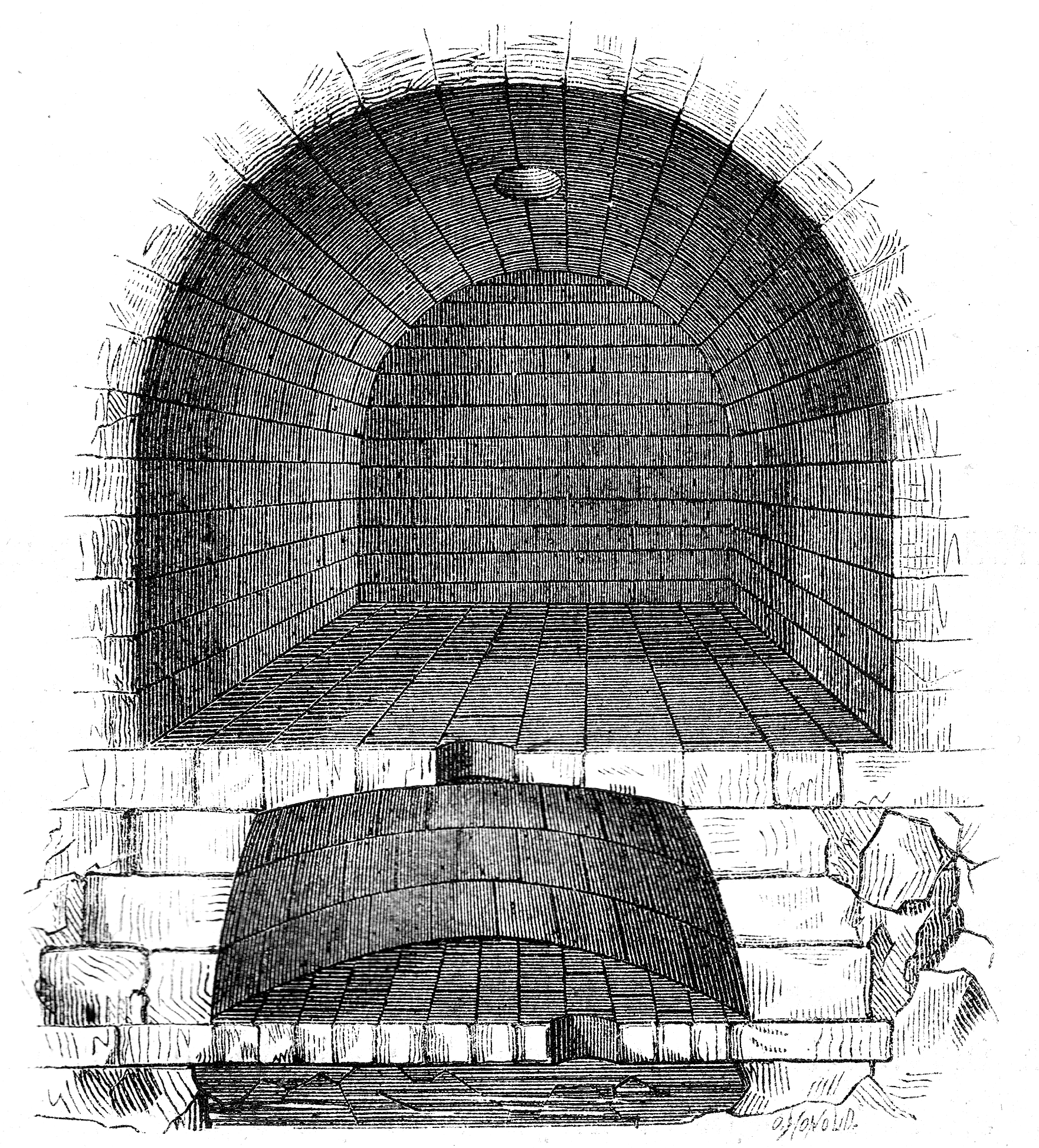
Coupe schématique de la prison du Tullianum. Le cachot inférieur est traditionnellement celui des condamnés à mort.

Dans l'Empire romain, la prison n'existe pas en tant que telle : s'il y a privation de liberté, la détention ne s'effectue qu'à titre accessoire, c'est-à-dire en l'attente d'un jugement ou d'une exécution. En règle générale, l'enfermement est de courte durée, de quelques jours à quelques mois (bien qu'en droit romain, le juge étant chargé de fixer la date de l'exécution en cas de peine capitale, celle-ci peut de facto se transformer en sorte de peine de prison à perpétuité, non prévue par les textes).
Le système pénal prévoit la réduction en esclavage pour dettes ; c'est aussi le sort qui attend les prisonniers de guerre.
Ainsi, durant toute cette période et jusqu'au haut Moyen Âge la prison n'existe ni comme peine, ni comme institution : elle n'est pas prévue dans les budgets, et son existence se limite au carcer romain, à quelques donjons et à la célèbre « prison pour dettes », laquelle constitue une détention préventive visant à contraindre le condamné à payer ses dettes et non en un châtiment. La Coutume de Normandie prévoit ainsi la « prison ouverte », c'est-à-dire l'assignation à résidence dans un quartier ou une ville en cas de non-paiement des dettes ; si le sujet désobéit à cette assignation, il peut faire l'objet d'une détention réelle. Certains historiens du droit ont néanmoins relevé quelques exceptions, certains textes, dont la Coutume de Bretagne, mentionnant la possibilité, pour des affaires exceptionnelles, d'une peine de « prison de longue durée » à titre répressif. Par ailleurs, des « maisons de force » sont parfois utilisées mais il s'agit de peines de sûreté pour les fous.

### Mur étroit, pénitence pour l'Inquisition
Par ailleurs, à partir du XIIIe siècle, la prison en tant que peine répressive et « thérapeutique » se développe par les lois séculières (roi, villes qui prescrivent l'enfermement dans les prisons laïques, de la geôle au cul-de-basse-fosse) mais aussi, pour les seuls clercs, par le droit canon (enfermement dans les monastères), l'Église romaine n'ayant pas le droit de prononcer des peines capitales. Dans les monastères au cours du chapitre des coulpes le moine doit avouer sa faute (sa coulpe) devant ses frères : à défaut, c'est par la délation qu'est connue une faute, publiquement, dans la communauté. À la suite de la reconnaissance de la faute, la sanction tombe : elle est fixée par la règle monastique et va d'une sanction légère à l'excommunication. Celle-ci s'accompagne d'une peine d'enfermement ; soit dans sa cellule, soit au cachot. La peine n'est pas un simple châtiment : c'est aussi le rachat et la promesse d'amendement du coupable, ce qui permet de moduler la sanction en fonction du repentir et du pardon accordé, gage de réconciliation.
L'Inquisition, en reprenant les règles monastiques avec Bernard Gui, en particulier, dans sa lutte contre les cathares, ouvre la voie à la procédure inquisitoriale encore en vigueur au travers du juge d'instruction et à la peine de réclusion de longue durée en prison (peine discrétionnaire de l'inquisiteur, dont la durée et les modalités ne sont pas connues du condamné). Ces pratiques feront école, les officialités et tribunaux d’inquisition pouvant condamner des laïcs à la prison.
Le mot « emmurement » signifiait mettre entre les murs et était synonyme d'emprisonnement. Il existait le « mur étroit », soit la prison proprement dite, et le « mur large », avec un statut comparable à notre actuelle mise en résidence surveillée. La peine d'emprisonnement pouvait aussi être commuée en obligation d'effectuer un pèlerinage, le plus souvent en Terre Sainte, ou en condamnation à une amende. Il existait toutefois une aggravation du mur étroit, le carcer strictissimus, où le condamné était enchaîné dans un cachot et privé de tout contact jusqu'à sa mort.

### Peine préventive dans l'attente du jugement

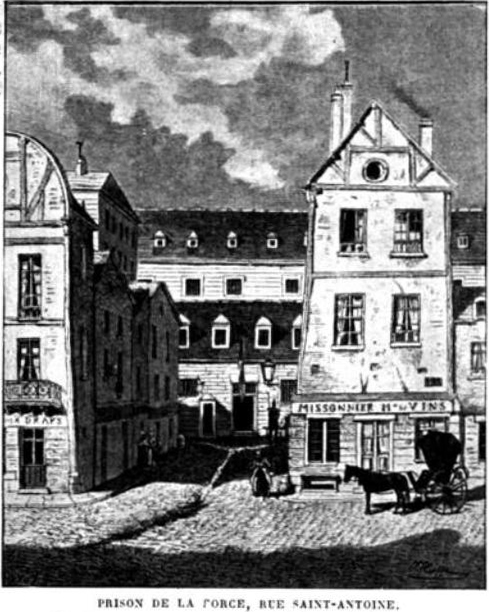
Prison de La Force, rue Saint-Antoine à Paris. L'ayant visité en 1783, le réformateur anglais John Howard déclara alors : « Les débiteurs sont aujourd'hui envoyés dans la nouvelle prison de l'hôtel de la Force, et les criminels à la Conciergerie ou au grand Châtelet. La déclaration du roi, qui annonça ce changement, contient quelques sentiments des plus humains et des plus éclairés à l'égard de l'administration des prisons ; sur la nécessité d'y établir des infirmeries spacieuses et aérées pour y placer les malades ; sur celle qui exige que les coupables y soient séparés, qu'il y ait des cours pour les hommes, des cours pour les femmes et pour les prisonniers des différentes classes. On y annonce l'abolition entière des cachots souterrains ; et on la fonde sur ce principe, qu'il est injuste que ceux qui peuvent être innocents, subissent d'avance le châtiment des coupables ».

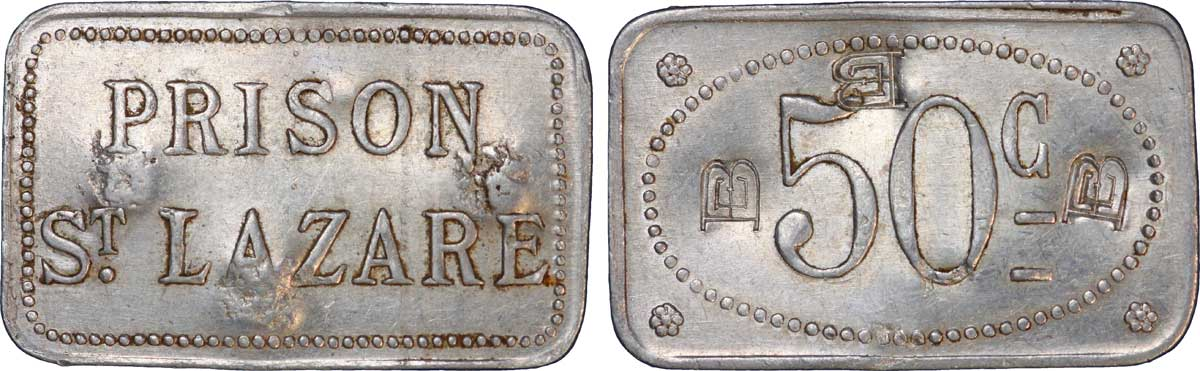
Monnaie interne à l'ancienne prison saint Lazare.

En 1670, la Grande Ordonnance voulue par Louis XIV, considère que l'emprisonnement ne constituait pas une peine mais une mesure préventive, en attendant un jugement ou un châtiment. On parle alors parfois de « prise de corps », définie par exemple par Guyot (1728-1816) dans son Répertoire de jurisprudence ainsi :
« C'est l'action par laquelle on saisit un homme au corps pour quelque affaire criminelle, en vertu d'un décret ou ordonnance du juge. […] Pour décréter un accusé de Prise de corps, il faut non seulement que le crime dont il est question mérite une peine afflictive ou infamante, mais encore qu'il y ait contre l'accusé une preuve ou du moins une demi-preuve résultante d'une information préalable. L'article 8 du titre 10 de l'ordonnance du mois d'août 1670 admet néanmoins diverses exceptions à cette règle… »
Dans l'entrée « Prison », où Guyot s'insurge contre les mauvaises conditions de détention et s'étonne de la persistance des cachots, il définit la prison en tant que :
« lieu de sûreté dans lequel on retient l'accusé qui a mérité qu'on décernât contre lui un décret de prise de corps, & le débiteur contre lequel il a été rendu un jugement qui le condamne par corps à payer une somme quelconque, à quoi il n'a pas satisfaite. La Prison n'étant pas instituée par la loi comme un séjour de peine, elle ne devroit donner à celui qui y est retenu d'autre contradiction que celle d'être privé de liberté. »
Il souligne toutefois dans cet article l'existence de quelques exceptions :
« Quoique nous ayons dit que la Prison ne doive pas être considéré comme une peine, il est pourtant vrai qu'elle s'inflige par forme de correction à ceux qui sont arrêtés d'ordre du roi, ou de la police, & qui, après avoir subi une captivité plus ou moins longue en proportion de leur délit, sont rendus à la liberté.

Il y a des cas, très rares à la vérité, où un accusé est condamné à la Prison perpétuelle ; mais ce n'est qu'une commutation d'une peine plus forte, telle que celle des galères, ou de la peine de mort, & elle est prononcée par lettres du prince. »
La hiérarchie sociale se retrouve dans les prisons d'Ancien Régime qui comprennent deux quartiers, le quartier du Commun (pauvres dormant sur la paille) et le quartier de la pistole (riches payant au geôlier des frais de geôlage pour disposer d'une chambre à part et autres commodités : vivres, boissons, livres).
Le régime de la pistole perdurera jusque sous la IIIe République[réf. nécessaire].

### Apparition de la prison moderne

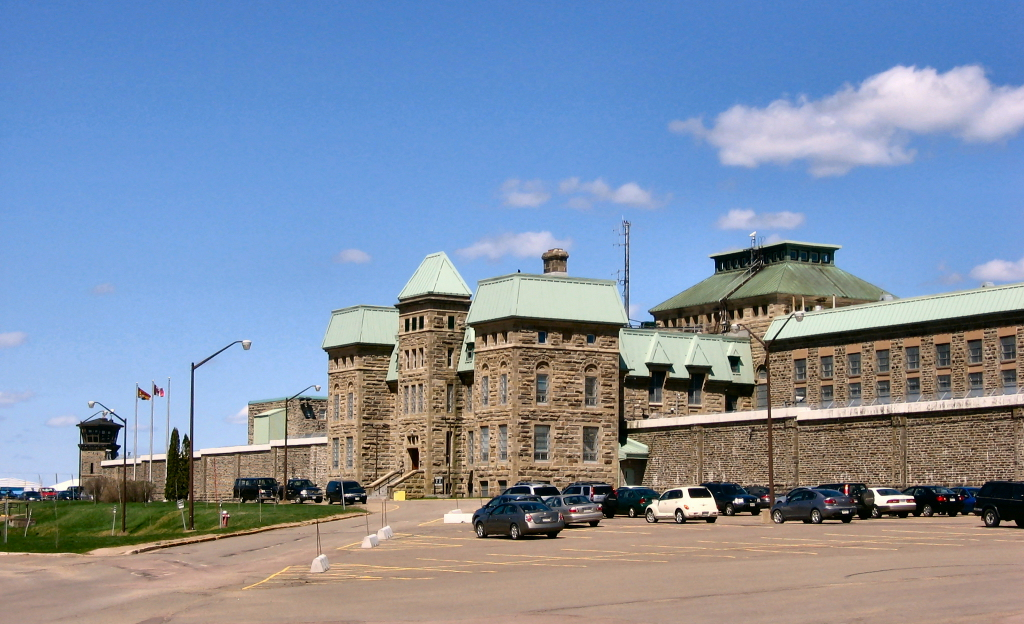
Le Pénitencier de Dorchester au Nouveau-Brunswick, Canada, lequel fait partie du Service correctionnel du Canada. Mis en fonction en 1880 comme prison à sécurité maximale, il sert en 2010 de lieu de détention de niveau moyen.

Dans son célèbre ouvrage Surveiller et punir, Michel Foucault indique que son utilisation comme peine sanctionnant la délinquance est un phénomène récent qui s'est réellement institué au cours du XIXe siècle, alors qu'auparavant la prison ne servait qu'à retenir les prisonniers dans l'attente d'une véritable peine, supplice, exécution ou bannissement. Les prisonniers étaient retenus dans un même espace avec leurs affaires personnelles et devaient payer leur nourriture. La désorganisation était telle que les suspects d'une même affaire pouvaient facilement s'entendre sur une version des faits avant leur procès.
Michel Foucault cite le Grand Renfermement ou encore La Nef des fous comme exemples particuliers de privation de liberté antérieurs à l'époque moderne. Contrairement à la prison qui établit une peine à la mesure de la faute, il s'agissait de phénomènes d'exclusion où les populations déviantes (délinquants, fous, malades, orphelins, vagabonds, prostituées, etc.) étaient enfermées pêle-mêle en dehors du regard des honnêtes gens sans autre ambition que de les faire disparaître.
L'émergence de la prison s'est faite avec une mise au secret du traitement de la délinquance. Les exécutions publiques se sont tenues dans des lieux de plus en plus discrets jusqu'à être totalement retirées de la vue de la foule. Les supplices considérés comme barbares devaient être remplacés par autre chose. Foucault indique que le choix de la prison était plutôt un choix par défaut, à une époque où la problématique était encore très majoritairement de punir le délinquant ; la privation de liberté était la technique coercitive la plus évidente et la moins barbare qui pouvait être imaginée. Il affirme que dès le début l'efficacité de la prison a été remise en cause.
La prison a immédiatement évolué, elle est devenue ce que Foucault nomme une institution disciplinaire, son organisation visant un contrôle total du prisonnier par une surveillance discrète de tous les instants. Il a trouvé dans l'idée du panoptique de Jeremy Bentham la parfaite illustration de la nouvelle technique carcérale.
L'analyse foucaldienne a cependant été partiellement remise en question et rendue plus complète, notamment avec les travaux de sociologie de l'expérience carcérale de Gilles Chantraine. Pour cet auteur, si le châtiment n'existe plus, il a néanmoins laissé place à une autre forme de châtiment du corps, prenant une forme moins violente et en accord avec les valeurs des démocraties occidentales.
Les ambitions pour la prison ont évolué avec le temps. Peu à peu, l'idée que le prisonnier devait réparer le mal qu'il avait fait à la société a émergé dans les esprits. L'emprisonnement devait donc s'accompagner de travail, le délinquant payait en prison une dette, non pas à ses victimes mais à la société tout entière, que son comportement avait lésée. Après avoir fait son temps et payé sa dette le délinquant pouvait ressortir blanchi pour prendre un nouveau départ. Là encore l'application de cet idéal n'a pas été considérée comme une réussite.
Une quatrième vision de la prison comme lieu de rééducation est enfin apparue. La prison avait alors l'ambition de changer les délinquants pour les adapter à la vie normale en société. L'idée forte était celle du redressement, donner une forme adéquate à des délinquants qui auraient « poussé de travers ».
La prison d'aujourd'hui est un héritage de ces idéaux qui ne s'excluent pas, la prison se justifie plus ou moins en fonction des lieux et des périodes en fonction de ces quatre idéaux de l'enfermement.
Lorsque la privation de liberté s'impose au XIXe siècle comme la clé de voûte du système pénal, le débat sur les modalités d'administration de la peine d'enfermement se pose dans des termes identiques dans l'ensemble des pays occidentaux. Il s'inscrit dans le prolongement des réflexions des juristes (Cesare Beccaria) et des philanthropes (John Howard) du siècle des Lumières et donne lieu à la création d'organismes dédiés, comme la Société royale pour l'amélioration des prisons en France (1819). Cette expertise s'appuie sur un véritable « tourisme pénitentiaire » dont l'archétype est la série de voyages effectuée par John Howard, qui sillonne de 1773 à 1777 l'Europe entière, de la Russie au Portugal, pour examiner les différents systèmes pénitentiaires. Aux XIXe siècle, le détour par les États-Unis s'impose comme une étape obligée de ces inspections comparatives, comme en témoigne le voyage entrepris par Alexis de Tocqueville et Gustave de Beaumont, qui fournit la matière de leur livre, Du système pénitentiaire aux États-Unis et de son application (1832). La prison génère une littérature abondante et un réseau de correspondances international qui trouve dans les années 1840 un cadre d'expression institutionnalisé avec l'organisation des premiers congrès pénitentiaires internationaux.
Ces débats s'organisent autour de deux grands pôles : un courant philanthropique qui, porté par l'optimisme des Lumières sur les capacités d'amendement de l'être humain, veut faire de la prison un lieu de rédemption et de réforme du condamné ; un courant plus pessimiste qui, doutant de la plasticité de la nature humaine, conçoit avant tout la prison comme un lieu de pénitence où le prisonnier devra purger sa dette à l'égard de la société. Ces deux positions s'expriment déjà dans les débats révolutionnaires concernant le code pénal de 1791 : d'un côté, Lepeletier de Saint-Fargeau estime que la prison offre au condamné « avec le temps, la possibilité et l'intérêt de devenir meilleur ». De l'autre, Brillat-Savarin, qui tient la métamorphose du prisonnier en bon citoyen pour une « fastueuse utopie », se fait le héraut de la peine de mort.
Le principal point d'achoppement est celui des conditions de la détention. Si le panoptique de Bentham réunit, en théorie du moins, un consensus assez large, l'adoption de la cellule individuelle fait l'objet de vives controverses. Les deux principaux modèles en concurrence sont américains : celui de l'établissement correctionnel d'Auburn combine isolement cellulaire la nuit et travail collectif, mais dans le silence, un silence imposé par le fouet constate Tocqueville, pendant le jour ; celui de Philadelphie, élaboré par les Quakers à Cheryl Hill (1822), impose un isolement cellulaire de jour comme de nuit ; les promenades sont individuelles, les prisonniers menés yeux bandés jusqu'à leur cellule. Dans l'un comme l'autre cas, toutefois, on considère que l'isolement des prisonniers est indispensable pour prévenir le risque d'une corruption encore plus grande des détenus.
En France, Charles Lucas est le chef de file des détracteurs du cellulaire intégral, jugé tellement dur qu'il hypothèque toute chance de réforme du prisonnier ; peut-être même est-il susceptible de le mener à la folie. Point sur lequel les partisans de l'isolement font intervenir l'autorité de l'Académie de médecine qui leur donne raison par la voix du docteur Lélut. L'Église catholique prend pour sa part partie contre l'isolement total, au motif qu'elle ne permet pas l'exercice collectif du culte. Contre Lucas figurent notamment Beaumont et Tocqueville, qui fustige, en privé du moins, les utopies des philanthropes. S'il doute de la capacité réformatrice de la prison, hormis peut-être pour les plus jeunes des détenus, Tocqueville veut en faire, d'abord et avant tout, un organe efficace de « défense de la société ».

### Catégorisation des détenus
Le système pénitentiaire repose sur la production de catégories de classification des détenus toujours plus fines. La séparation des enfants s'impose progressivement au XIXe siècle, en mettant en concurrence deux modèles : celui de la prison pour enfants, dont la Petite Roquette devient une des références en Europe et celui de la colonie pénitentiaire, expérimenté à partir de 1837 à Mettray. La colonie pénitentiaire de Mettray de Frédéric-Auguste Demetz se présente comme un modèle alternatif qui entend régénérer les adolescents par le contact avec la nature et le travail de la terre. Elle inspire directement plusieurs projets européens, comme le « Mettray hollandais » de Willem Suringar.
La séparation des sexes fait figure de véritable obsession chez les théoriciens pénitentiaires, préoccupés des dangers que ferait courir la promiscuité à la moralité. À l'image de Bérenger, on considère ainsi qu'il faut « que les deux sexes ne se voient jamais, ne s'entendent jamais, et n'assistent pas même en commun [...] au service divin ». Les femmes ont ainsi leurs lieux de détention propres, comme la prison Saint-Lazare à Paris. De même, les mineurs sont enfermés dans des bâtiments ou des ailes différents des détenus majeurs.
La nature des crimes et des délits, les récompenses et les punitions sont d'autres principes de différenciation. Mouvantes au gré de la conjoncture politique, les conditions de détention des prisonniers politiques sont traditionnellement plus souples que celles des droits communs. En France, ce principe est notamment renforcé par la réforme du code pénal de 1832 à l'issue de laquelle les « politiques » sont cantonnés dans des quartiers spécifiques où le travail ne leur est pas imposé.
En France, les détenus en détention provisoire et les détenus condamnés ne sont pas mélangés en cellule. Dans les plus grandes maisons d'arrêt, ils sont des bâtiments séparés.

## Objectifs

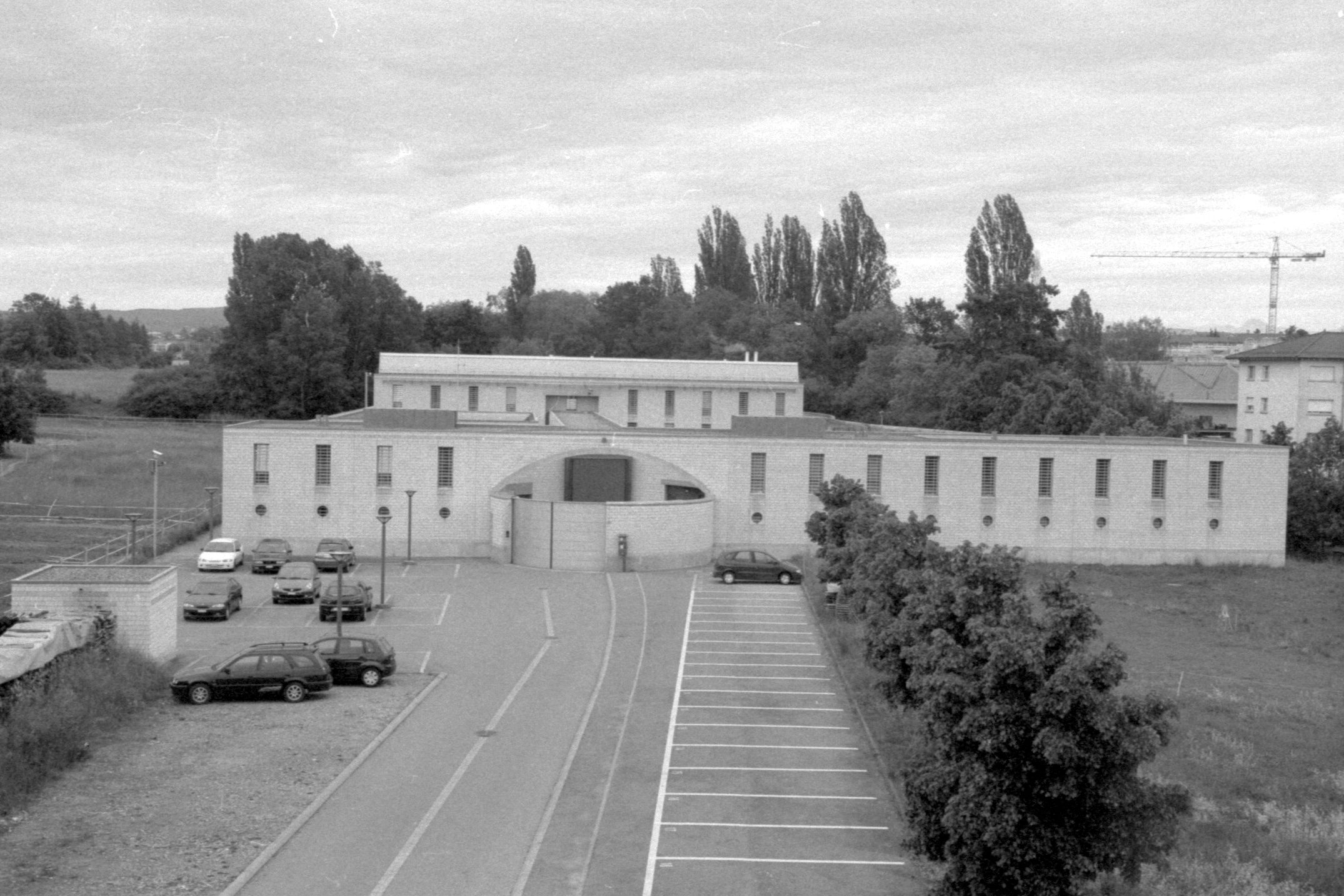
Prison de La Tuilière à Lonay, Vaud, Suisse.

### Actuellement
Les fonctions des prisons varient selon les époques et les sociétés. La plupart du temps, il s'agit :
- de punir une personne comme reconnue coupable d'une faute d'une certaine gravité ;
- de protéger la société des personnes dangereuses ;
- de dissuader les gens de commettre des actes interdits par la loi ;
- d’obliger le détenu à faire pénitence ;
- d'inciter le détenu à poursuivre des études ou une activité destinée à le réinsérer ou le réhabiliter ;
- de neutraliser les opposants politiques ;
- d'empêcher des prévenus de prendre la fuite ou de compromettre leur futur procès (on parle alors de détention provisoire).

Le « paradoxe pénitentiaire » exprime la contradiction entre les fonctions de répression et de réhabilitation.
Autrefois, la prison servait également à enfermer les malades mentaux de manière à les isoler de la société. Depuis, la majorité des pays disposent d'hôpitaux psychiatriques mais les prisons contiennent une population relativement importante de personnes souffrant de troubles mentaux.
On attribue principalement sept principes à la prison :
- correction : amendement, remplacement social ;
- classification : répartition dans des établissements pénitentiaires selon différents critères (âge, sexe, gravité de l'acte, etc.) ;
- modulation : où le déroulement de la peine passe par différentes étapes (privation de liberté, assignation à résidence suivie de libération conditionnelle avant la liberté) ;
- travail : comme obligation et comme droit (tout condamné a le droit de travailler plus que l'obligation de travailler), le travail pénitentiaire[27] pourrait contribuer à la réinsertion professionnelle des détenus[28] ;
- éducation : le traitement d'un condamné a pour but sa resocialisation (Erving Goffman prétendra que, au contraire, ces institutions totales loin de resocialiser les individus, pouvaient provoquer chez lui une déculturation entraînant son incapacité à se réadapter à la société ambiante) ;
- contrôle : nécessite un personnel spécialisé ;
- institutions annexes : il faut une assistance apportée au détenu lors de sa sortie de prison, au moment de la réelle resocialisation.

Le nombre de personnels d'encadrement est passé de 5 % du nombre des détenus au milieu du XIXe siècle à près de 30 % de nos jours.

### Peines de substitution
La peine de prison peut :

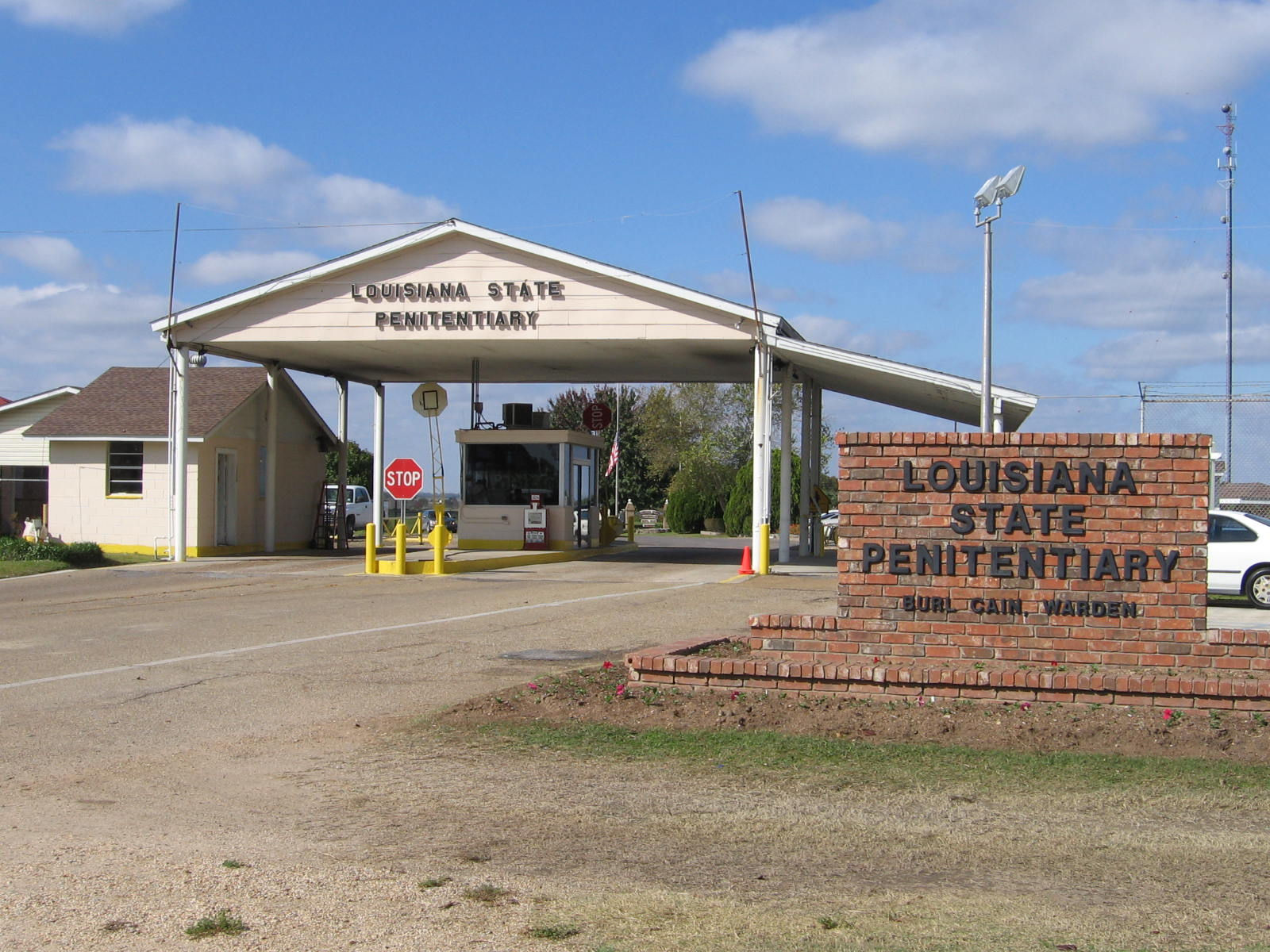
Le Louisiana State Penitentiary, une prison du Département de la sécurité publique et des services correctionnels de Louisiane la Paroisse de Feliciana Ouest, Louisiane, États-Unis.

- coûter cher à la communauté nationale ;
- ne pas remplir le rôle qui était prévu ;
- avoir des effets secondaires négatifs. La privation de liberté est durement ressentie par les prisonniers et dans certains cas, la prison peut nuire à la capacité de s'autodéterminer donc à la réinsertion du prisonnier.

Pour ces raisons, la majorité des démocraties prévoient des condamnations à des peines de substitution (appelées aussi peines alternatives) comme :
- un travail d'intérêt général (appelé « travail communautaire » au Québec) ;
- le port d'un bracelet électronique de surveillance fixe ou mobile ;
- une amende (qui peut s'ajouter à l'incarcération ; voir les cas de contrainte par corps, allongeant jusqu'à deux mois la peine de prison, notamment dans le cas de trafic de stupéfiants) ;
- un sursis à la peine de prison : il est souvent assorti d'une mise à l'épreuve (obligation de soins, de travail, de formation, d'indemnisation des parties civiles, etc.). Le non-respect de cette mise à l'épreuve entraîne une révocation du sursis. Le condamné va alors purger sa peine ferme dans un établissement pénitentiaire. À celle-ci s'ajoutera éventuellement sa nouvelle peine ;
- un ajournement de peine ;
- un placement extérieur ;
- la confiscation des objets ayant permis la réalisation des infractions.

## Droit

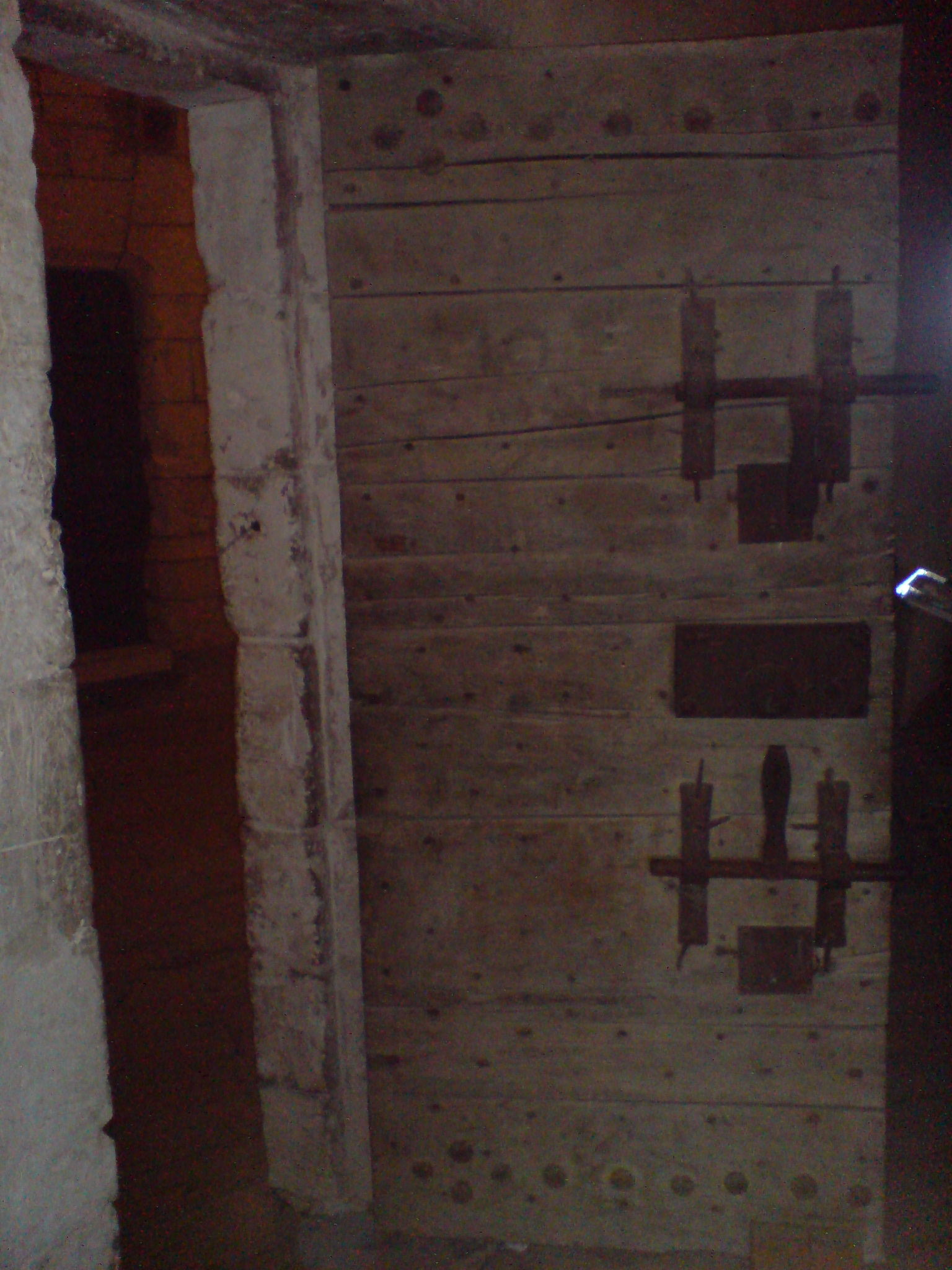
Porte de prison à l’ancienne.

Aujourd'hui, dans la majorité des pays, la seule autorité pouvant mettre en prison une personne est la justice. Cependant, d'autres formes de privation de liberté peuvent, selon les pays, être décidées par d'autres autorités (police, armée, douanes, médecins, etc.).

### Prison et droits de l'homme
Les quatre droits fondamentaux de l'homme sont, d'après la Déclaration des droits de l'homme et du citoyen de 1789, la liberté, la propriété, la sûreté et la résistance à l'oppression ; le premier de ces droits est – par nature même – suspendu pendant la durée d'une peine carcérale. Mais le deuxième et le troisième (propriété et sûreté, c'est-à-dire la protection contre un emprisonnement arbitraire) sont quant à eux garantis, une fois effectués les paiements de dommage et intérêts aux victimes en ce qui concerne la propriété. En théorie, l'incarcération ne doit porter atteinte qu'à la liberté d'aller et venir[réf. nécessaire]. En France, l'enseignement dispensé dans les prisons par du personnel pourvu de la qualification requise (dans le primaire, le secondaire et même le supérieur) permet à certains détenus d'obtenir un niveau qu'ils n'avaient pu atteindre hors du monde carcéral.
En pratique, la peine de prison pèse sur de nombreux droits fondamentaux (expression, vie de famille, droits civiques, intimité, dignité, sexualité, accès à la santé, à l'éducation et à la culture). Progressivement, les détenus acquièrent le droit de contester les décisions de l'administration pénitentiaire, avec des variations importantes selon les pays et les époques. Ainsi, le Conseil de l'Europe a publié les Règles pénitentiaires européennes qui portent à la fois sur les droits fondamentaux des personnes détenues, le régime de détention, la santé, l’ordre et la sécurité des établissements pénitentiaires, le personnel de l’administration pénitentiaire, l’inspection et le contrôle des prisons. L'Office des Nations unies contre la drogue et le crime aussi demande les soins spéciaux pour les vulnérables, y compris les personnes handicapées et LGBT selon la Convention relative aux droits des personnes handicapées et les Principes de Jogjakarta, autant que la Convention contre la torture et les autres traités sur les droits de l'homme.

## Critiques

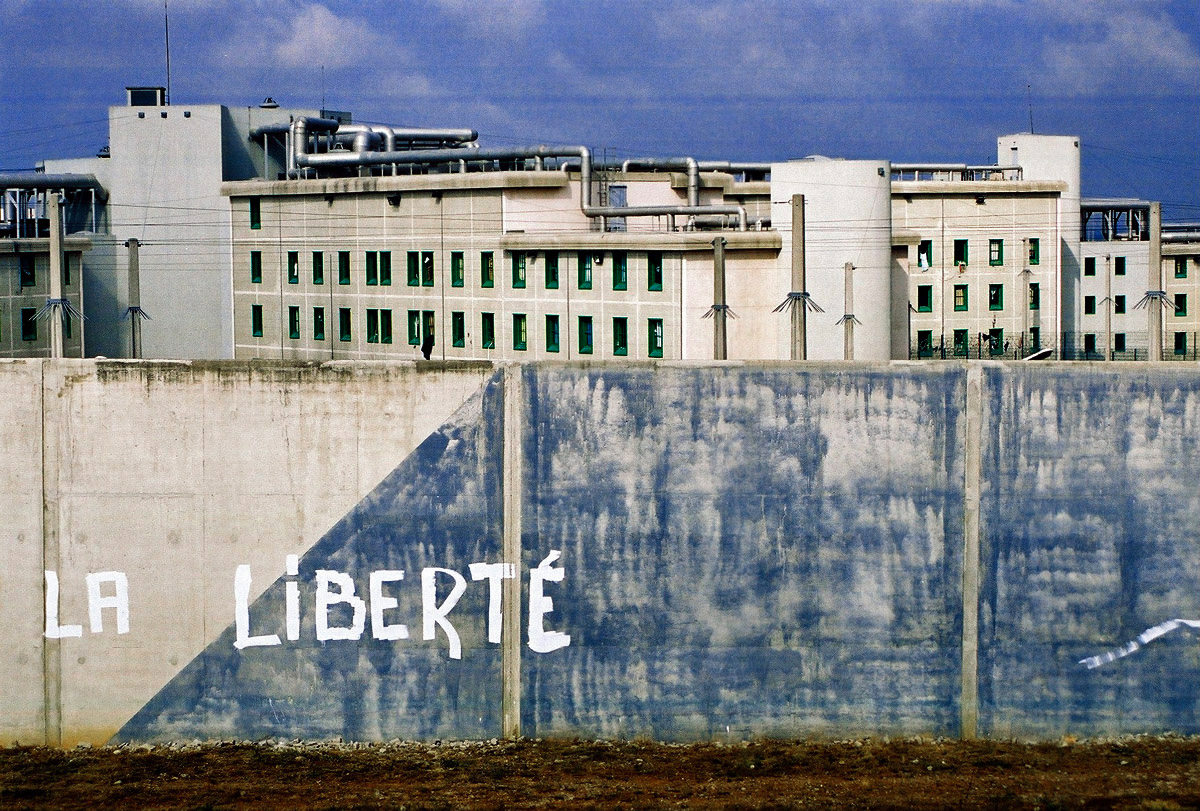
Mur d'une prison française, à Villeneuve-les-Maguelone.

La prison est régulièrement critiquée pour différentes raisons. Il est important de séparer les différents mouvements contestataires.

### Vie dans les prisons
Pour ses conditions de vie très dures, parfois inhumaines, ainsi que pour le manque de moyens donné à l'institution carcérale tant au niveau du personnel que du matériel, des associations comme l'Observatoire international des prisons (OIP) ou Ban Public (Paris) luttent pour l'humanisation des conditions de détention (voir Otto Kirchheimer et Georg Rusche sur la notion de less eligibility dans leur livre Peine et structure sociale). Quelques universitaires (comme Martine Herzog-Evans, Éric Péchillon ou Jean-Paul Céré) travaillent à faire émerger un droit pénitentiaire permettant un contrôle effectif des conditions de détention et une réflexion sur le sens de la peine. Cette notion explique pourquoi les conditions dans les prisons s'améliorent. En France, les dépenses de l'État pour les prisons sont passées de 1,2 milliard en 2000 à 2,7 milliards en 2010. Au premier février 2017, il y avait dans les prisons françaises, 69 077 détenus.
Les critiques et opposants à la prison évoquent souvent une citation généralement attribuée à Albert Camus en français et à Fiodor Dostoïevski en anglais : « Nous ne pouvons juger du degré de civilisation d'une nation qu'en visitant ses prisons » ou « l'État de droit ne doit pas cesser à la porte des prisons », et « The degree of civilization in a society can be judged by entering its prisons ». 
Certaines prisons sont dotées de bibliothèques.

### Abolitionnisme
Certains mouvements, qualifiés d'abolitionnistes s'opposent au principe même de la prison.
La lutte pour l'abolition des prisons a été très forte en France à la fin des années 1970, avec la création par des intellectuels (dont Michel Foucault et Pierre Vidal-Naquet) du Groupe d'information sur les prisons (GIP), puis du Comité d'action des prisonniers (CAP) par des détenus et des ex-détenus.
Aujourd'hui, c'est l'Envolée, journal anti-carcéral et libertaire paraissant quatre fois par an, qui donne la parole à des prisonniers et proches de prisonniers en publiant lettres et comptes rendus de procès. Un moyen pour eux de lutter « contre la justice et l'enfermement ».
Certains, comme Thierry Lévy, pensent que les nouvelles technologies biométriques permettraient de se passer de la prison, tout en effectuant un contrôle réel et pénible sur les condamnés. Il existe une inspiration libertaire qui depuis longtemps, milite contre l'institution même de la prison, en tant qu'instrument au profit de l'exploitation. C'est dans cet état d'esprit qu'on retrouve les arguments du biologiste Thierry Lodé ou de Catherine Baker, qui estiment que la prison est une institution néfaste et criminogène.

### Réductionnisme
À la différence du courant précédent, les réductionnistes ne veulent pas supprimer la prison, mais la réserver aux personnes les plus dangereuses. Partant du principe que la prison est la peine la plus chère (elle coûte 3 700 € par mois et par détenu en France en 2010), la moins efficace (les taux de récidive à la sortie sont plus importants que pour toute alternative à l'incarcération) et celle qui désocialise le plus les individus au lieu de permettre leur réinsertion, les réductionnistes proposent de recourir en priorité aux alternatives à l'incarcération (obligation de soins, suivi socio-éducatif, travail d'intérêt général, amende, suspension du permis de conduire, sursis avec mise à l'épreuve, etc.) pour la très grande majorité de détenus qui ne sont condamnés qu'à de très courtes peines de prison (la durée moyenne d'incarcération est de huit mois). La prison serait alors seulement le dernier recours.

### Mutins
Aujourd'hui, les idées abolitionnistes sont défendues surtout dans des mouvements de prisonniers, des mutineries et les textes de revendication qui sont alors publiées (voir notamment Daniel Koehl, Révolte à perpétuité sur la mutinerie de Saint-Maur). Au quotidien, de nombreux détenus formulent également une critique sociale qui va parfois jusqu'à la grève concertée (voir notamment Fabrice Guilbaud).

### Coûts
À cause des coûts d'un prisonnier, certains recommandent d'utiliser au maximum des peines de substitution ou au moins d’alléger les conditions de détentions pour les prisonniers les moins dangereux, comme ceux condamnés pour des délits routiers. Un prisonnier coûte en moyenne 100 € par jour en France, contre une somme de l'ordre de 10 fois moindre pour le bracelet électronique,. La réduction des emprisonnements permet aussi d'éviter la surpopulation carcérale sans construire de nouvelle prison. En septembre 2016 la fondation iFrap estime le coût des constructions à 3,1 milliards d’euros si l'on veut éviter la surpopulation carcérale en France.

## Par pays

Taux d'incarcération par pays pour 100000 habitants.

- Liste des pays par population carcérale
- Liste de prisons
- Au Cameroun
- Au Canada
- En Chine
- Aux États-Unis
- En Europe
- En France
- Au Japon
- En Russie
- Au Tibet

Les États-Unis sont le pays ayant la population carcérale la plus élevée en nombre et en proportion avec 25 % des prisonniers de la planète pour seulement 5 % de la population mondiale.[Quand ?]

## Dans la fiction

### Roman
- Azkaban, prison située sur une île au large du Royaume-Uni géré par le Ministère de la magie[41] dans la saga Harry Potter
- Prison Bank Water, roman de Gérard Saryan dont la totalité de l'intrigue se situe dans un pénitencier sous-marin de fiction, situé aux États-Unis[42],[43].

### Bande dessinée
- La Voûte[44], prison pour super criminels communes aux différentes séries de l'univers Marvel
- Le Kyln[45], planète utilisée entre autres pour la détention de l'univers Marvel présente notamment dans la série des Gardiens de la galaxie
- La planète bagne du Maitre des oubliettes, ou est détenue Zita, héroïne éponyme de la série de bande dessinée de Ben Hatke

### Télévision
- Sherrinford[46], à la fois prison et asile de haute sécurité située sur une île, apparaissant dans le dernier épisode de la série Sherlock, le Dernier problème

### Cinéma
- Fiorina[47], planète pénitentiaire où s'écrase le vaisseau transportant Ripley au début du film Alien 3